# سامسونج جالكسي جي 5
سامسونج جالكسي J5، هو هاتف ذكي يعمل بنظام أندرويد، أصدرته شركة سامسونج في يونيو 2015.

## المواصفات

### الشاشة
شاشة الجهاز هي شاشة لمس تعمل بتقنية "سوبر أموليد"، بقياس 5 إنش ودقة عرض 720×1280 بكسل (HD)؛ وبكثافة تقارب 294 بكسل في الإنش، وتدعم الشاشة اللمس المتعدد.

### المعالجة والنظام والذاكرة
نظام التشغيل في الجهاز هو أندرويد من الإصدار 5.1، والمعالج من نوع [[كو6 سنابدراغون 410، بسرعة 1.2 غيغاهرتز رباعي النوى، ومعالج الرسوميات فيه من نوع أدرينو 306. وذاكرة الرام بسعة 1.5 غيغابايت، والذاكرة الداخلية بسعة 8 أو 16 غيغابايت، ويستطيع الجهاز استقبال ذاكرة خارجية بسعة 128 غيغابايت.

### الكاميرا
الكاميرا الخلفية بدقة 13 ميغابكسل، مع تقنية التركيز الآلي وفلاش LED، وتحمل ميزة التصوير البانورامي وتمييز الوجوه، ودقة تصوير الفيديو 1080×1920 بكسل (Full HD). أما الكاميرا الأمامية فبدقة 5 ميغابكسل مع فلاش LED.

### الصوتيات
نظام تشغيل الوسائط في الجهاز هو Android media player، ويمكنه تشغيل ملفات صوتية بصيغة إم بي 3، وWAV. ومَدخل سماعة الرأس بقُطر 3.5 مليمتر، والجهاز قادر على تسجيل الأصوات.

### الاتصال
الجهاز قادر على تصفح الإنترنت، ويستطيع تشغيل الواي-فاي. وإصدار البلوتوث فيه هو 4.1، ويحمل تقنية الاتصال قريب المدى (NFC)، وتشغيل هذه التقنية يعتمد على المتجر الإلكتروني. وإصدار اليو إس بي في الجهاز هو الإصدار الثاني، ويستطيع الجهاز تشغيل راديو إف إم.